# Meine Lieder – meine Träume
Meine Lieder – meine Träume (Originaltitel: The Sound of Music) ist ein auf der Grundlage des Musicals The Sound of Music von Richard Rodgers und Oscar Hammerstein entstandener US-amerikanischer Spielfilm von Regisseur Robert Wise aus dem Jahr 1965. Die Uraufführung in den Vereinigten Staaten fand am 2. März 1965 im Rivoli Theatre im New Yorker Stadtteil Manhattan statt. In der Bundesrepublik Deutschland kam er am 25. Dezember 1965 in die Kinos. Der Film zählt zu den vier erfolgreichsten Hollywood-Musikfilmen überhaupt, ist weltweit einer der meistgesehenen Filme der Geschichte und prägt vor allem in den Vereinigten Staaten, Kanada, Lateinamerika und Japan das Österreich-Image bis zum heutigen Tag, während er im deutschsprachigen Raum nur auf mäßigen Erfolg stieß und dort bis heute vergleichsweise unbekannt ist.

## Handlung
Salzburg im Jahr 1938: Die Novizin Maria ist eine begeisterte Sängerin und Tänzerin, tut sich allerdings mit dem disziplinierten Leben im Kloster schwer. Nach einer Beratung mit einigen anderen Schwestern entscheidet sich die Mutter Oberin, dass Maria als Erzieherin zu dem verwitweten Kapitän von Trapp geschickt wird, um dessen Kinderschar zu betreuen. Maria soll während ihrer Zeit beim Kapitän für sich herausfinden, ob das Kloster wirklich das Richtige für sie ist. Die Ankunft bei Kapitän von Trapp fällt eher kühl aus: Den Tod seiner Frau vor einigen Jahren hat er noch nicht verkraftet, und so wendet er strenge Militärdisziplin auf seine Kinder an, was Maria missfällt.
Obwohl die Kinder ihr anfangs einige Streiche spielen, entsteht bald eine enge Bindung zwischen den Kindern und ihr. Während der Kapitän sich bei der Baronin Schrader in Wien aufhält, die er vielleicht bald heiraten will, ermutigt Maria mit ihrer unkomplizierten Art die Kinder zum Spielen und Singen. Der Kapitän hatte zuvor jeglichen Gesang im Haus verboten, da es ihn zu sehr an seine verstorbene Frau erinnerte. Der strenge Kapitän sieht das bei seiner Rückkehr gar nicht gerne und will zunächst Maria entlassen. Als er jedoch den wunderbaren Gesang seiner Kinder hört, taut er auf, stimmt in das Lied ein und wird fortan wieder zu einem liebenden Familienvater. Maria darf bleiben und der Kapitän zeigt sich zunehmend fasziniert von der Erzieherin – sehr zum Missfallen der Baronin Schrader, die sich eigentlich eine baldige Hochzeit mit Kapitän von Trapp versprochen hatte.
Der Kapitän von Trapp veranstaltet auf Wunsch der Baronin einen großen Ball. Als Maria während des Balls den Kindern auf der Terrasse verschiedene Tänze vorführt, bittet der gerührte Kapitän sie zum Ländlertanz. Der Tanz endet mit einer engen Umarmung, welche die Novizin Maria verwirrt und auch von der eifersüchtigen Baronin beobachtet wird. Die Baronin kann die mit der Situation überforderte Maria davon überzeugen, noch in der Nacht des Balls in ihr Kloster zurückzukehren. Die Kinder und ihr Vater sind über Marias Weggang unglücklich, während die Baronin sich bei den Kindern in der Mutterrolle versucht, was ihr allerdings nicht gelingt. Maria ist ebenfalls unglücklich im Kloster und kann den Kapitän nicht vergessen. Die Mutter Oberin rät Maria, dass sie zum Kapitän zurückkehren und sich dem Leben stellen solle. Maria kehrt zu den Trapps zurück. Der Kapitän ist sich inzwischen seiner Gefühle klar geworden, löst die Verbindung mit der Baronin und macht Maria einen Heiratsantrag.
Während ihrer Hochzeitsreise meldet Max Detweiler, der Freund des Kapitäns und ein erfolgloser Musikproduzent, die sieben Trapp-Kinder zu einem Gesangswettbewerb bei den Salzburger Festspielen an – der Kapitän hatte einen öffentlichen Gesangsauftritt seiner Kinder wegen seiner Stellung zuvor stets abgelehnt, obwohl ihm Max das schon mehrfach vorgeschlagen hatte. Der Kapitän und Maria brechen ihre Hochzeitsreise ab, als es zur Annexion Österreichs durch das Deutsche Reich kommt. Die Nationalsozialisten fordern Kapitän von Trapp auf, ab sofort der Wehrmacht zu dienen. Im Gegensatz zu vielen seiner Freunde will sich der Kapitän nicht mit den neuen Machthabern arrangieren und plant, Österreich mit seiner Familie zu verlassen. Bei einem abendlichen Fluchtversuch werden sie von Gauleiter Zeller und seinen Männern entdeckt. Der Kapitän kann sich mit der Notlüge retten, dass er und seine Familie zu dem an diesem Abend stattfindenden Gesangswettbewerb in der Felsenreitschule wollen.
Trotz strenger Bewachung durch die Nationalsozialisten kann Familie Trapp gegen Ende des Wettbewerbs in das nahegelegene Kloster flüchten, in dem Maria zuvor Novizin war. Die Mutter Oberin versteckt sie hinter Grabsteinen auf dem Friedhof und tatsächlich bleiben sie beinahe unbemerkt. Nur Rolfe, der ehemalige Freund der ältesten Tochter Liesl, der vom Briefträger zum überzeugten Nazi wurde, entdeckt sie. Er zögert jedoch durch den Anblick von Liesl lange genug, Alarm zu schlagen, sodass die Trapps aus Salzburg und schließlich über die Schweizer Grenze entkommen können.

## Historischer Hintergrund
Die Handlung basiert auf wahren Begebenheiten um die Familie Trapp, allerdings wurden einige fiktive Figuren und Handlungen hinzugefügt. Die echte Maria, zuvor als Erzieherin im Stift Nonnberg tätig, heiratete den Kapitän bereits im Jahre 1927. 1938 verließ die Familie Salzburg per Zug Richtung Italien, und reiste weiter in die Vereinigten Staaten.

## Rezeption

### Weltweit

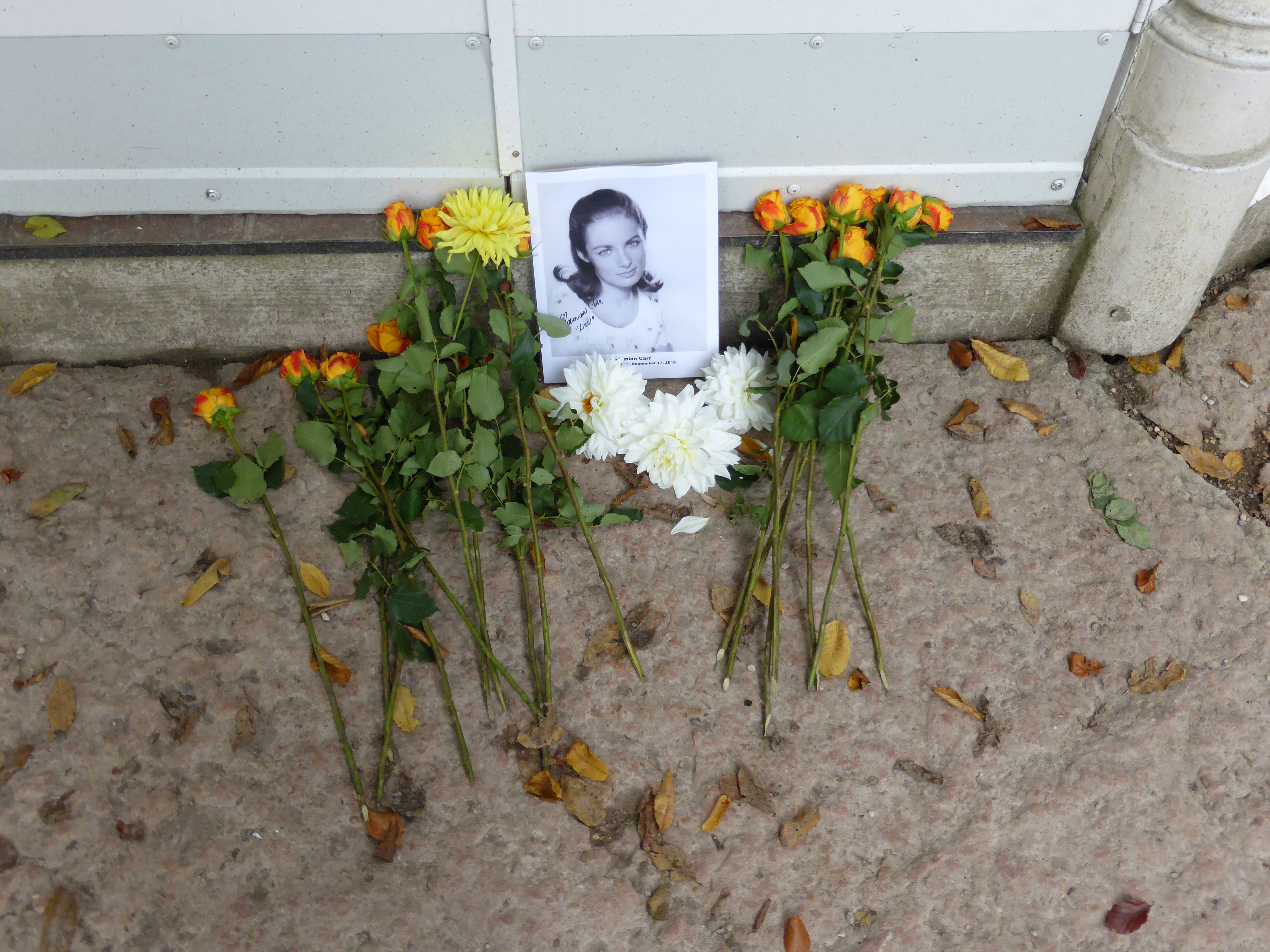
Gedenken an Charmian Carr am Drehort von The Sound of Music in Schloss Hellbrunn, Salzburg (2016)

Der Film erreichte etwa 1,2 Milliarden Zuschauer in aller Welt. In den Vereinigten Staaten und anderen englischsprachigen Ländern wurde The Sound of Music dank der Verfilmung zu einem der beliebtesten Musicals. Der Film selbst wurde bei zehn Nominierungen mit fünf Oscars ausgezeichnet (außer für die Filmmusik auch für Film, Regie, Ton und Schnitt), Julie Andrews erhielt als beste Hauptdarstellerin den Golden Globe Award. Mitte der siebziger Jahre kam er nach einer weltweiten Erfolgsserie erneut in die Kinos, und als er in den 1980er-Jahren erstmals als Videokassette erhältlich war, fand er reißenden Absatz.
Zahlreiche Touristen, die diesen Film oft viele Male gesehen haben, besuchen seither Salzburg und den Mondsee (wo die Hochzeit gedreht wurde), wollen die vermeintliche österreichische Nationalhymne Edelweiss hören und essen „Schnitzels with noodles“ und „crisp applestrudels“ (weil dies so in dem Lied My Favorite Things vorkommt). Auch der im Film gezeigte Landler ist kein überlieferter österreichischer Volkstanz, sondern eine Zusammenstellung diverser Ländlerelemente. Zur festen Einrichtung gehören die Sound-of-Music-Touren, bei denen die internationalen Besucher Salzburgs zu den einstigen Drehorten gefahren werden.

### In deutschsprachigen Ländern
In Deutschland wurde der Film zunächst in einer stark gekürzten Fassung gezeigt, in der sämtliche Bezüge auf den Nationalsozialismus fehlten und der Film mit der Hochzeit Marias endet und nicht – wie in der Originalfassung – mit der Flucht der Trapp-Familie aus Österreich. Schließlich erwirkte das amerikanische Produktionsstudio jedoch, dass dieser dritte Akt des Films auch in der deutschen Fassung gezeigt wird.
Trotz der internationalen Erfolge wurde der Film in den deutschsprachigen Ländern ein wirtschaftlicher Misserfolg. Die Besucherzahlen waren dürftig, die Kritiken schlecht. Er konkurrierte hier mit den erfolgreichen Heimatfilmen Die Trapp-Familie von 1956 und Die Trapp-Familie in Amerika von 1958.
In Österreich ist der Film zwar für den Tourismus wichtig, doch die meisten dürften ihn allenfalls vom Hörensagen kennen. Einige Salzburger Hotels bieten einen hausinternen Fernsehkanal an, auf dem der Film in Endlosschleife zu sehen ist. 2005 wurde der Film als DVD für den deutschsprachigen Markt aufgelegt.
Auch das Musical selbst blieb weithin unbekannt. Erst als sich die Wiener Volksoper 2005 des Stoffes annahm, rückte es dem kulturell interessierten Publikum erneut ins Bewusstsein.

### Hommagen und Anspielungen
Der Endzeitfilm Postman von 1997 nutzt Meine Lieder – meine Träume, um die Sehnsucht der Menschen nach einer friedlichen Idylle in einer postapokalyptischen Welt zu beschreiben. Der Film wird dort regelmäßig einer paramilitärischen Bande gezeigt; als stattdessen der martialische Universal Soldier gezeigt wird, wird der Vorführer ausgebuht und mit Steinen beworfen, bis er wieder Meine Lieder – meine Träume vorführt.
Die Zeichentrickserie Family Guy enthält mehrere Hommagen an den Film, welcher Seth MacFarlanes Lieblingsfilm ist. Die erste findet sich bereits in der ersten Episode der ersten Staffel von 1999.
Lars von Triers Musical-Film Dancer in the Dark aus dem Jahr 2000 bezieht sich auf The Sound of Music: Dessen Hauptfigur Selma probt für die Rolle der Maria. Gwen Stefani, Frontfrau der US-Band No Doubt und erfolgreiche Solokünstlerin, integrierte einen Ausschnitt eines Filmmusikstückes (The Lonely Goatherd) sowie ein Sample der Bläserfanfare in ihrem Song Wind It Up des Albums The Sweet Escape (2007) – der mit den Zeilen beginnt: “High on the hills with the lonely goatherd – lay-od-lay-od-lay-he-hoo – Yodell back with the girl and goatherd – lay-od-lay-od-low”. Damit spielt sie auf eine bekannte Szene des Filmes an, in der Julie Andrews als Gouvernante Maria mit den Trapp-Kindern ein Marionettenstück aufführt. Arundhati Roy verwebt in einer Schlüsselszene ihres Romans Der Gott der kleinen Dinge eine Kinovorführung des Musicalfilms ausführlich mit der Handlung des Romangeschehens.
In Baz Luhrmanns Film Moulin Rouge probt das bunte Ensemble verschiedener Künstler, darunter Toulouse-Lautrec, Meine Lieder – meine Träume als Theaterstück und das Lied The Sound of Music ist einer der ersten wichtigen musikalischen Meilensteine des Haupthelden Christian.
Das Lied The Sound of Music wurde 2004 durch das American Film Institute auf Platz 10 in ihre Liste AFI’s 100 Years … 100 Songs der 100 besten US-amerikanischen Filmsongs gewählt.
Bei der Oscarverleihung 2015 sang Lady Gaga ein Tribute zu The Sound of Music. Julie Andrews erschien nach dem Auftritt und bedankte sich für die musikalische Darbietung, die in den Medien hoch gelobt wurde.
Der Song „7 Rings“ von Ariana Grande samplet das Lied „My Favorite Things“ aus dem Musical.
Die slowenische Band Laibach interpretierte die bekanntesten Lieder des Musicals auf ihrem 2018 erschienenen Album The Sound Of Music und führte dieses in Nordkorea live auf.

## Synchronisation
Die deutsche Synchronisation entstand zur deutschen Kinopremiere. Das Dialogbuch stammt von Tina Eilers. Die Liedtexte wurden von Eberhard Cronshagen und Eberhard Storch geschrieben. Die Dialogregie führte Josef Wolf im Auftrag der Ultrasynchron.
| Rolle                          | Schauspieler        | Dt. Synchronstimme                          |
| ------------------------------ | ------------------- | ------------------------------------------- |
| Maria Augusta Trapp            | Julie Andrews       | Marion Degler (Gesang: Ursula Schirrmacher) |
| Kapitän Georg Ludwig von Trapp | Christopher Plummer | Michael Tellering (Gesang: Camillo Felgen)  |
| Baroness Elsa Schrader         | Eleanor Parker      | Edith Hieronimus                            |
| Max Detweiler                  | Richard Haydn       | Michael Toost                               |
| Mutter Oberin                  | Peggy Wood          | Vilma Degischer                             |
| Liesl Trapp                    | Charmian Carr       | Herta Staal                                 |
| Louisa Trapp                   | Heather Menzies     | Eveline Felderer                            |
| Schwester Margaretta           | Anna Lee            | Dolores Schmidinger                         |
| Schwester Berthe               | Portia Nelson       | Lola Luigi                                  |
| Herr Zeller, Nationalsozialist | Ben Wright          | Curt Eilers                                 |
| Rolfe, Briefträger             | Daniel Truhitte     | Heinz Ehrenfreund                           |
| Diener Franz                   | Gilchrist Stuart    | Herbert Kersten                             |

## Auszeichnungen (Auswahl)
- 1965: Photoplay Award als Bester Film
- 1966: Oscars in den Kategorien  Bester Film, Beste Regie, Bester Schnitt, Beste Filmmusik, Bester Ton
 Außerdem nominiert in den Kategorien Beste Hauptdarstellerin für Julie Andrews, Beste Nebendarstellerin für Peggy Wood, Bestes Szenenbild (Farbfilm), Beste Kamera (Farbfilm) und Bestes Kostümdesign (Farbfilm)
- 1966: Golden Globes in den Kategorien: Bester Film – Komödie oder Musical, Beste Hauptdarstellerin – Komödie oder Musical für Julie Andrews
Außerdem nominiert in den Kategorien Beste Regie und Beste Nebendarstellerin für Peggy Wood
- 2001: Aufnahme in das National Film Registry

## Kritiken
Die Rezeption zu The Sound of Music fiel überwiegend positiv aus, wobei einige Kritiker den Film zu große Süßlichkeit bescheinigten. Bei Rotten Tomatoes besitzt er eine positive Wertung von 83 %.

„Ein mit immensem äußerem Aufwand produzierter Unterhaltungsfilm, der durch eindrucksvoll fotografierte und arrangierte Breitwand-Panoramen, (im Original) schöne Songs und eine bemerkenswerte Hauptdarstellerin fesselt. An der Grenze zur Peinlichkeit ist indes die oberflächliche Aufbereitung des politischen Hintergrundes. Der deutsche Verleih kürzte den Film nach der Erstauswertung rigoros, um alle politischen Elemente zu eliminieren, so daß der Film ‚freundlicher‘ und konsumierbarer, in seiner Konzeption freilich zerstört wurde.“

„Ein freundlicher und fröhlicher Film mit schönen Aufnahmen und manchmal zu viel Musik. Trotz einiger Geschmackseinwände ab 10 möglich.“

Die Filmbewertungsstelle Wiesbaden verlieh der Produktion das Prädikat wertvoll.
In der von der Regisseurin Sophie Fiennes 2012 veröffentlichten Dokumentation The Pervert’s Guide to Ideology (der Fortsetzung von The Pervert’s Guide to Cinema) über die mit Ausschnitten berühmter Filme illustrierte Kritik des postmodernen Philosophen Slavoj Žižek an abendländisch-kapitalistischer Ideologie bezeichnet dieser die Szene und den Text des Liedes Climb Every Mountain in Meine Lieder – meine Träume als Schlüssel zur katholischen und westlichen Ideologie überhaupt: Nur auf den ersten Blick widerspreche der geradezu hedonistische Rat der Mutter Oberin dem katholischen Entsagungsgebot, dieses enthalte aber als geheimen Kern das Versprechen freudianisch sublimierter höherer, mitunter sadomasochistischer Genüsse, sowie das Versprechen, jede Sünde begehen zu dürfen, solange man an Gott glaube und diesem gegenüber seine Sünden bereue. Žižek bringt mit diesem Verweis auf Meine Lieder – meine Träume den angeblichen Kern katholischer und allgemein abendländischer Ideologie auf den Punkt, dass, wer der Welt vordergründig entsage, diese insgeheim gewinnen werde.